# Župnija Bertoki
Župnija Bertoki je rimskokatoliška teritorialna župnija dekanije Koper škofije Koper.

## Sakralni objekti
- cerkev Marijinega vnebovzetja, Bertoki, župnijska cerkev.